# (11012) Henning
(11012) Henning est un astéroïde de la ceinture principale.

## Description
(11012) Henning est un astéroïde de la ceinture principale. Il fut découvert le 15 mai 1982 à l'observatoire Palomar par l'observatoire Palomar. Il présente une orbite caractérisée par un demi-grand axe de 2,59 UA, une excentricité de 0,12 et une inclinaison de 3,7° par rapport à l'écliptique.

## Compléments